# Pseudoceles zangezuri
Pseudoceles zangezuri är en insektsart som beskrevs av Vitaly Michailovitsh Dirsh 1949. Pseudoceles zangezuri ingår i släktet Pseudoceles och familjen gräshoppor. Inga underarter finns listade i Catalogue of Life.